# Aphaenogaster cristata
Aphaenogaster cristata é uma espécie de inseto do gênero Aphaenogaster, pertencente à família Formicidae.